# Aphalara itadori
Aphalara itadori (synoniem: Psylla itadori) is een Japanse bladvlo, die behoort tot de familie Aphalaridae en van nature voorkomt in Japan. Het insect heeft als waardplant de Japanse duizendknoop en kan ingezet worden bij de biologische bestrijding van deze plant. Het is in het Verenigd Koninkrijk toegelaten voor de biologische bestrijding van de Japanse duizendknoop. Dit was de eerste keer dat biologische bestrijding van een invasieve plant in de Europese Unie werd gesanctioneerd . Er zijn twee ondersoorten: de noordelijke en de zuidelijke. De zuidelijke ondersoort komt uit Kyushu en is de ondersoort die in het Verenigd Koninkrijk is uitgezet. De zuidelijke ondersoort heeft als waardplanten Japanse duizendknoop en basterdduizendknoop (Fallopia × bohemicum). De noordelijke ondersoort heeft als waardplant de Sachalinse duizendknoop.
Aphalara itadori ontwikkelt zich op de onderkant van het blad van ei tot volwassen insect via vijf nymfen gedurende 33 dagen bij 23 °C.  Overwinterende volwassenen overleven onder de schors van coniferen. Als de vrouwtjes volgroeid zijn, kunnen ze gemiddeld 637 eieren ± 121,96 (± 1SE, n = 11) produceren in een gemiddelde productieperiode van 37,5 dagen ± 5,85 dagen (± 1SE, n = 11). Volwassen Aphalara itadori kunnen tot 67 dagen leven.

## Effecten op de duizendknoop
In uitgebreid onderzoek is aangetoond dat Aphalara itadori de kielduizendknoopsoorten aanzienlijk ontbladert. De bladvlooien voeden zich uit het meristeem van de duizendknoop. Als gevolg hiervan blijven de bladeren gedraaid en in elkaar zitten. De misvorming veroorzaakt door Aphalara itadori vermindert de fotosynthesesnelheid, het concurrentievermogen, de groei en het totale bladoppervlak. Ze putten de energievoorziening van duizendknoop uit en verminderen de plantengroei en opslag van voedingsstoffen in de wortels. Deze schade voorkomt dat de duizendknoop opnieuw uitloopt. Uit onderzoek blijkt dat het uitzetten van A. itadori leidt tot uitgebreide ontbladering van Fallopia-soorten en vermindering van de ondergrondse biomassa.  Grevstad et al., 2013 vonden meer dan 50% reductie van biomassa na 50 dagen bij F. sachalinensis en F. x bohemica. Het uitzetten van de insecten is echter niet geheel zonder risico. Sommige individuen van A. itadori vertoonden het vermogen om zich aan te passen en te overleven op niet-doelplanten. Het fitnessniveau van deze individuen was echter bijna nul.